# Porphyrinia demba
Porphyrinia demba är en fjärilsart som beskrevs av Swinhoe 1901. Porphyrinia demba ingår i släktet Porphyrinia och familjen nattflyn. Inga underarter finns listade i Catalogue of Life.